# 発酵研究所
公益財団法人発酵研究所（はっこうけんきゅしょ、英称:Institute for Fermentation, Osaka（IFO））は、日本の公益財団法人である。
1944年12月に内閣技術院と武田薬品工業株式会社との共同出資により、有用微生物の収集・保存・分譲および航空用の燃料、医薬品、食料の生産研究を目的として設立されたが、現在はこれらの事業を他機関へ譲渡し、研究助成事業を中心とした活動を行っている。
公益法人制度改革に伴い、2011年4月1日に公益財団法人に移行した。

## 概要
- 理事長 - 波多野和徳
- 所在地 - 〒532-8686 大阪府大阪市淀川区十三本町2丁目17番85号（武田薬品工業大阪工場内）
- 事業内容 - 研究助成事業、特許寄託株・安全寄託株の分譲、出版事業

なお特許寄託株の分譲は既に終了しており、動物細胞株および所員を平成13年4月にヒューマンサイエンス振興財団研究資源バンク（現・国立研究開発法人医薬基盤・健康・栄養研究所）へ、微生物株および所員を平成26年3月10日に製品評価技術基盤機構特許寄託センター（NPMD）に移管している。平成15年度から現在に至るまで、研究助成事業を中心とした活動をおこなっている。

## 沿革
- 1944年12月 - 内閣技術院と武田薬品工業との共同出資により、航空醗酵研究所設立。
- 1945年11月 - 文部省（現・文部科学省）所管の財団法人となり、財団法人醗酵研究所に名称変更。
- 1960年6月 - 応用研究部門を武田薬品工業に移管。
- 1961年5月 - 財団法人発酵研究所に名称変更。
- 2000年12月 - 文部省と通商産業省（現・経済産業省）との共管となる。
- 2002年7月 - 研究資源の大部分を、独立行政法人製品評価技術基盤機構・生物遺伝資源センターに移管。
- 2011年4月 - 公益財団法人に移行。